# Saint-Micaud
Saint-Micaud – miejscowość i gmina we Francji, w regionie Burgundia-Franche-Comté, w departamencie Saona i Loara.
Według danych na rok 1990 gminę zamieszkiwały 242 osoby, a gęstość zaludnienia wynosiła 12 osób/km² (wśród 2044 gmin Burgundii Saint-Micaud plasuje się na 670. miejscu pod względem liczby ludności, natomiast pod względem powierzchni na miejscu 435.).